# Land- und Stadtgericht Drengfurth
Das Land- und Stadtgericht Drengfurth war von 1823 bis 1849 ein preußisches Land- und Stadtgericht mit Sitz in Drengfurth.

## Geschichte
Das Land- und Stadtgericht Drengfurth wurde 1823 aus dem Stadtgericht Drengfurth und Teilen des Justizamts Rastenburg gebildet. Es war ein Gericht 2. Klasse im Sprengel des Oberlandesgerichts Königsberg.
1837 umfasste der Gerichtsbezirk die Stadt Drengfurth mit 2135 Gerichtseingesessenen und 14 Ortschaften mit 1579 Gerichtseingesessenen (zusammen also 3714 Gerichtseingesessene). Der Sprengel des Gerichts umfasste die Orte Bergensee, Förstenau, Friedensthal, Grabenwalde, Hochberg, Marienthal, Mittelthal, Mühlbach, Schönthal, Schnelzen mit Gut, Waldenthal und Wolfshagen. Daneben verwaltete das Gericht die Patrimonialgerichte Kosheim und Schätzels. Am Gericht war ein Stadt- und Landrichter und zwei weitere Mitarbeiter beschäftigt.
Nach der Märzrevolution wurden 1849 einheitlich Kreisgerichte gebildet. In Drengfurth wurde dabei kein Gericht gebildet. Das Kreisgericht Rössel hielt Gerichtstage in Drengfurth ab.